# Žejdlicové ze Šenfeldu
Žejdlicové ze Šenfeldu (též Zejdlicové ze Šenfeldu, česky dříve Zegdlitzové ze Schönfeldu, německy von Seydlitz, Seidlitz či Zeidlitz) byli starý rytířský rod, původem ze Slezska, který má pravděpodobně společné slezské předky, Seidlitze s rodem Bechyňů z Lažan. Oba rody užívaly shodný erb se třemi rybami v odlišných barvách. Jeho příslušníci se uplatnili hlavně ve státní správě země.

## Historie

Znak města Polná se štítkem tří kaprů na věži z erbu Žejdliců, bývalé vrchnosti (společně se štíty dalších majitelů panství).

V Čechách se první předek rodu objevil pravděpodobně již v závěru 14. století. V roce 1386, kdy jakýsi Hajman Žejdlic (Zeglitz) zakoupil statek Schönfeld (dnes Žižkovo Pole u Havlíčkova Brodu), který v držení rodiny zůstal až do roku 1522, podle něhož se členové rodu začali psát. Jeho následovníci získali Nelahozeves, Stochov či Lány. Rod vlastnil také panství v Hrabství kladském.
Synové Jiřího Žejdlice ze Šenfeldu († 1572) založili dvě větve rodu.

### Encovanská větev
- Jan založil encovanskou větev, která k sídlu v Encovanech přidala ještě Chvatěruby, Doksy a další panství.
- V roce 1589 byl místokancléřem Českého království Osvald (Oswald) Zejdlic ze Šenfeldu. Zemřel v témže roce a o několik týdnů později ho následovala i jeho manželka Lukrecie z Wittennu. Oba manželé byli pohřbeni v kostele Narození Panny Marie v Hrušovanech.[3]
- Ladislav Žejdlic ze Šenfeldu v roce 1610 povýšil do panského stavu, působil jako krajský hejtman, po účasti na stavovském povstání přišel na základě konfiskací o veškerý majetek a zemřel v Sasku. Jím vymřela encovanská linie.

### Polenská větev

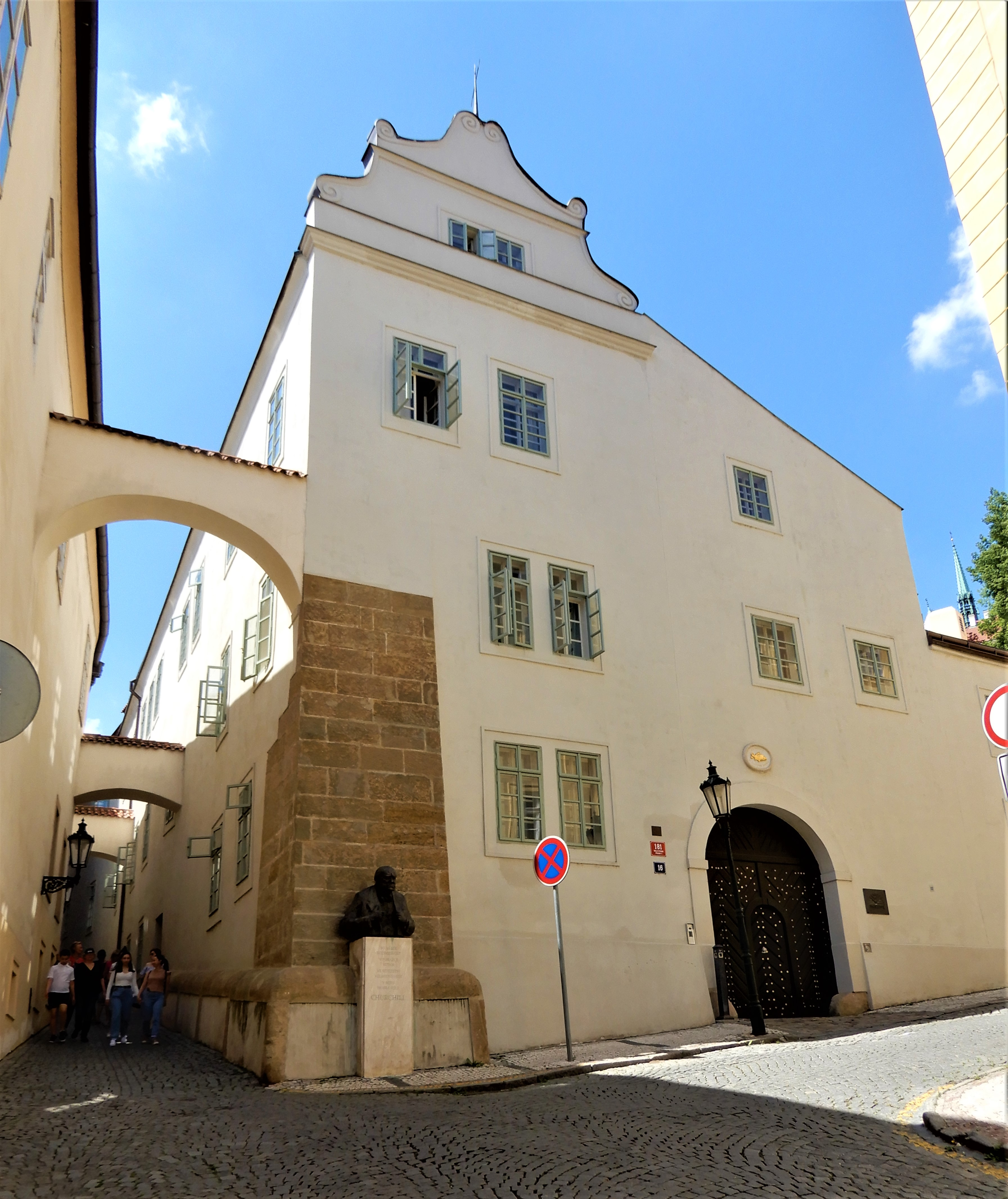
Dům U tří kaprů v Praze 1, Thunovská ulice čp. 181-III

- Hertvík Žejdlic ze Šenfeldu († 1603) patřil k nejvýznamnějším členům rodu v předbělohorské době. Založil polenskou větev. Byl synem Jiřího Zejdlice a měl bratra Jana. V mládí sloužil u dvora arciknížete Ferdinanda Tyrolského, po návratu do vlasti vykonával v Praze královské úřady, zasedal u Českého zemského soudu, poté zastával funkci královského rady, vrchního hejtmana a královského podkomořího, poté byl přijat mezi členy císařské rady. Roku 1580 byl přijat do panského stavu a obdržel či koupil několik statků, mimo jiné Újezd u Prahy, Choceň, Polnou (která se stala hlavním sídlem rodu), Horní Studenec, tvrz Postolov a dům U zlatého kapra v Praze na Malé Straně. S manželkou Markétou Zárubovou z Hustiřan († před 1638) měl čtyři syny: Hertvíka mladšího († únor 1601), Jana († 1611-1612), Jindřicha († 1606), Rudolfa († 1622) a pět dcer: Esteru († před 1636), Johanku († po 1607), Elišku († před 1625), Annu († po 1640), Bohunku († před 1625) a Marii († po 1625).[4]

- Rudolf Žejdlic ze Šenfeldu byl Hertvíkovým nejmladším synem a po smrti svých bratrů se stal univerzální dědicem polenské linie. Po bratru Janovi zdědil panství Polná a Přibyslav, roku 1597 koupil pustý hrad Ronov, klášter v Pohledu, městečko Borová a 46 vesnic. Oženil se s Annou Marií Berkovou z Dubé († 1619), s níž měl dvě dcery, Polyxenu (1617-1619) a Eusebii Alinu (1617-1622). Před stavovským povstáním se vrátil z Francie, kde hledal podporu pro stavovskou politiku, a ihned na své náklady sestavil vojenskou jednotku. Na polenském hradě údajně na přelomu ledna a února hostil Fridricha Falckého. 8. listopadu 1620 bojoval v bitvě na Bílé Hoře. Po porážce stavů zemřel ještě před tím, než na něj 22. října 1622 prokurátor podal žalobu za rebelii proti císaři Ferdinandovi II., na jejímž podkladu byl posmrtně odsouzen a zkonfiskován jeho majetek. Jím vymřela polenská větev.

### Hrobka
V kryptě gotického farního kostela v Polné dal Hertvík starší zbudovat hrobku, do které bylo kromě něj a jeho manželky Anny Marie pochováno osm členů rodiny: čtyři synové, dvě snachy a dvě vnučky. Hrobka byla zachována i po demolici středověkého kostela a výstavbě barokního chrámu Nanebevzetí Panny Marie. Roku 1841 byla hrobka otevřena prohlédnuté cínové rakve ponechány na původním místě. Při opravách kostela v létě roku 1898 vnikli do hrobky ziskuchtiví dělníci. Byli však vyrušeni polenským děkanem a museli šperky, vyloupené z rakví, vrátit. Komisionálně byla hrobka otevřena až v roce 1916, kdy byly vyzvednuty cínové rakve i jejich obsah (textilie, kůže, měděné dráty, dřevěné křížky a šperky). Pro městské muzeum v Polné je získal tehdejší ředitel Břetislav Rérych. Po celém století se soubor nálezů dočkal kompletního restaurování a uměleckohistorického vyhodnocení, které bylo prezentováno formou samostatné publikace v roce 2020 a výstavy v roce 2022.

## Další významní členové rodu[6]

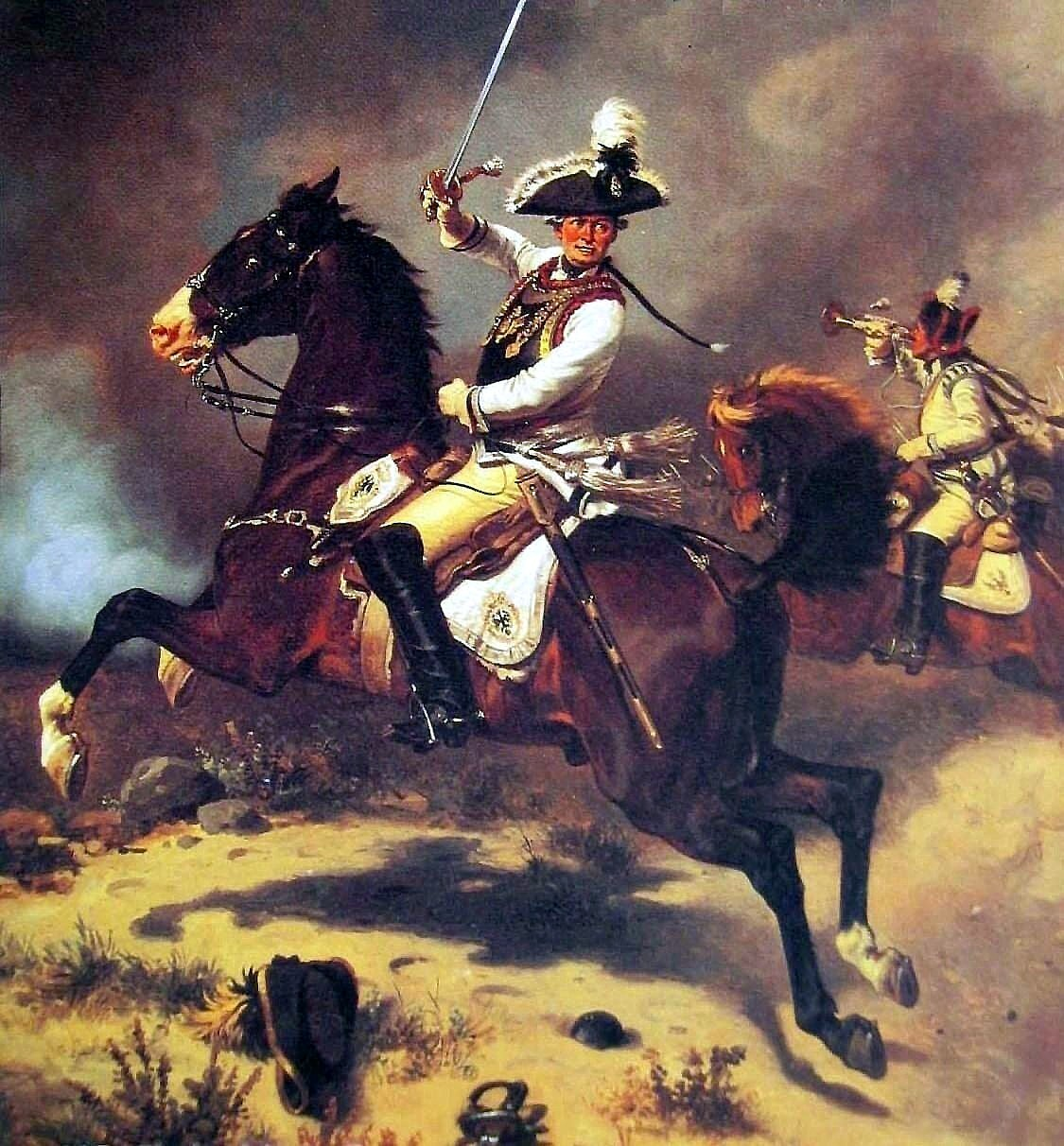
Generál jezdectva Friedrich Wilhelm von Seydlitz (1721–1773) v bitvě u Srbínova (1758)

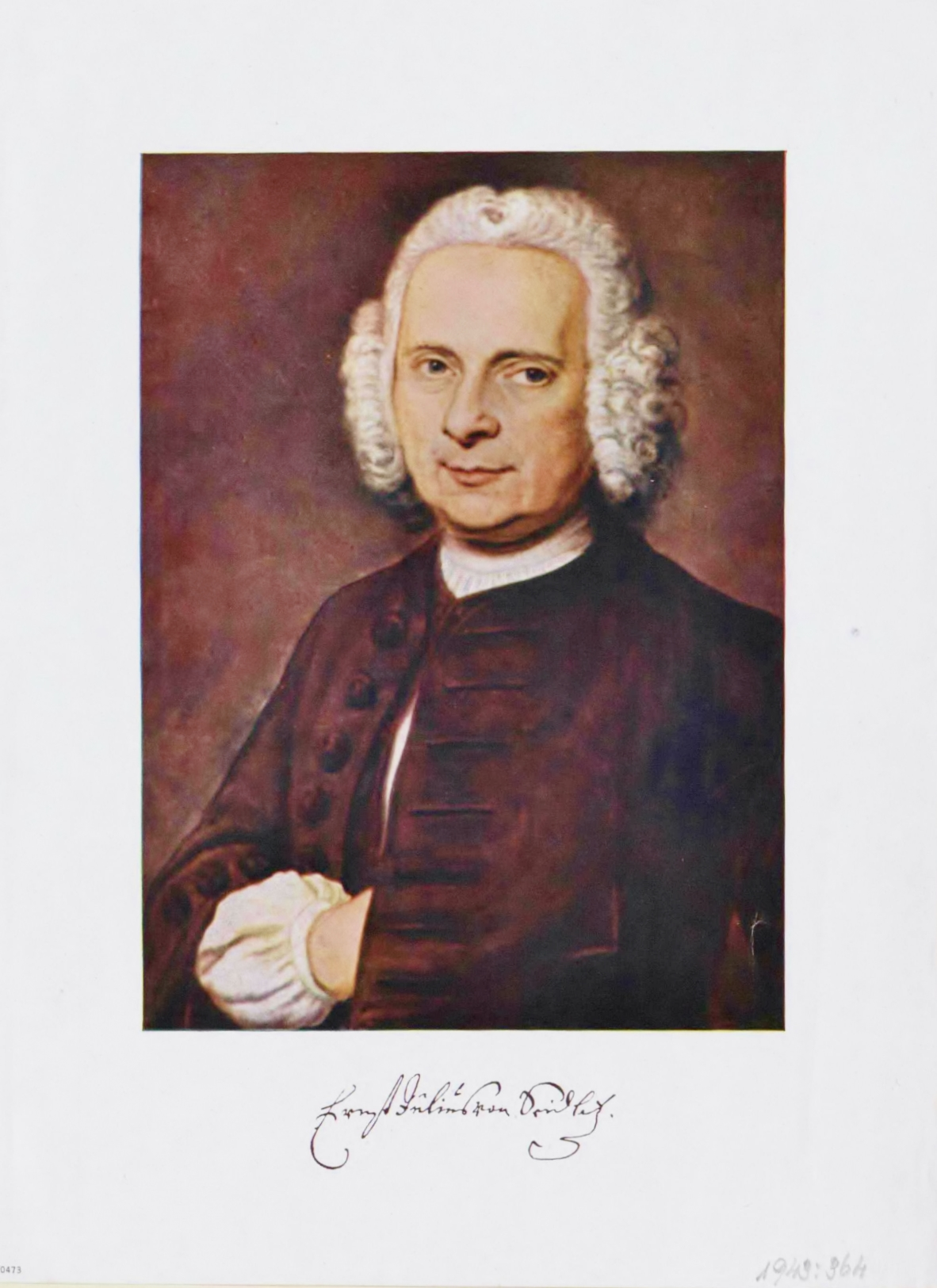
Ernst Julius von Seidlitz

- Ernst Julius von Seidlitz (1695–1766), hrabě na Pilavě (Peilau), zakladatel bratrstva v Horní Pilavě (Gnadenfrei), strýc pěstounky Karla von Holtei
- Alexander Gottlieb von Seydlitz (1700–1782), pruský generálmajor
- Friedrich Wilhelm von Seydlitz (1721–1773), pruský generál jezdectva
- Florian von Seydlitz (1777–1832), pruský generálmajor
- Ernst von Seydlitz-Kurzbach (1784–1849), autor Seydlitz'sche Geographie
- Hermann von Seydlitz-Kurzbach (1810–1895), pruský generálporučík
- Rudolf von Seydlitz-Kurzbach (1812–1870), německý majitel panství a dvorský úředník
- Kurt von Seydlitz-Kurzbach (1849–1913), pruský generálmajor
- Woldemar von Seidlitz (1850–1922), historik umění
- Ernst Julius von Seidlitz-Sandreczki (1863–1930), německý majorátní pán a poslanec
- Adolf von Seidlitz (1865–1943), zemský rada, člen pruské poslanecké sněmovny
- Wilfried von Seidlitz (1880–1945), německý geolog a paleontolog
- Walther von Seydlitz-Kurzbach (1888–1976), německý generál ve druhé světové válce, místopředseda výboru Freies Deutschland
- Adolf von Seydlitz-Sandreczki (1896–1945), velkostatkář a člen zemské bratrské rady vyznávající církve Slezska
- Friedrich Wilhelm von Seydlitz-Kurzbach (1914–2009), bývalý předseda představenstva Paul Hartmann AG
- Werner von Seydlitz (1927–2016), švédský podnikatel původem z Východního Pruska. Zakladatel společnosti MP-Bolagen ve švédském Vetlanda.

## Erb
S Bechyni z Lažan mají díky stejnému původu i společný rodový znak, ve kterém jsou ve štítě nad sebou tři kapři. U Bechyňů ve stříbrném poli červení kapři zůstali, zatímco českým Žejdlicům, po jejich povýšení do panského stavu, byli původní červení kapři změněni na zlaté (ve stříbrném nebo červeném poli). Viz jejich erbovní štítek na jedné z věží ve znaku města Polná. Tž vyobrazení ve Wunschwitzově genealogicko-heraldické sbírce v Národním archivu. Na obraze Zasedání většího zemského soudu na Pražském hradě v říjnu 1592, kde je Hertvík Zejdlic vyobrazen jako pátý sedící zleva, jsou kapři ještě červení. Pražský malostranský dům Zejdliců v Thunovské ulici čp. 181/III se od roku 1622 označoval domovním znamením "U tří kaprů" nebo "U zlatého kapra".

## Příbuzenstvo
Spojili se s Záruby z Hustířan, Kokořovci z Kokořova, Vratislavy z Mitrovic, Slavaty či Berky z Dubé a také Sendražskými (Sandreczki) ze Sendražic.

## Fiktivní potomci
Česká televize v rámci třetí řady dokumentu Modrá krev, který představuje šlechtické rody a jejich potomky, odvysílala díl s názvem Zejdlicové ze Šenfeldu. Zde vystupovala rodina Schönfeldova z Nového Dvora u Lenešic, která se prezentovala ve třech generacích jakožto potomci zmíněného šlechtického rodu. Konkrétně za nejstarší generaci Zdeněk Schönfeld s manželkou Eliškou, jejich syn Richard Schönfeld s manželkou Lenkou a za nejmladší generaci jejich synové Richard a William. Prezentace vyvolala v heraldických a genealogických kruzích kritiku. Badatel JUDr. Ladislav Koláčkovský se s dalšími spolupracovníky, kteří provedli mimo jiné genealogický výzkum, případem podrobně zabýval a výsledky rešerše publikoval. Na základě matričních zápisů bylo věrohodně doloženo, že členové rodiny Schönfeldovy, která vystupuje v dokumentu, jsou potomky poddaných roudnického panství, rolníků a chalupníků. Předci uvedené rodiny nikdy nepoužívali žádný šlechtický titul a ani nepožádali o renobilitaci nebo nobilitaci. Jednoznačně nebyla prokázána jakákoliv návaznost na šlechtický rod Zejdliců ze Šenfeldu. Dramaturgie pořadu zcela selhala a uvedená rodina tak vdechla mediálně život rodinné legendě. Je to s podivem, protože ani Almanach českých šlechtických rodů, oficiální genealogická odborná literatura (z níž pořad v jednotlivých dílech čerpá), výše jmenované osoby neuvádí.